# Reserva natural de Ussuri
La reserva natural de Ussuri (en ruso: Уссурийский заповедник, romanizado: Ussuriyskiy zapavyednik), también conocida como Ussuriysky,  es un zapovédnik ruso (reserva natural estricta) situado en el Lejano Oriente ruso. La reserva se creó para proteger uno de los últimos bosques mixtos vírgenes de coníferas caducifolios que aun se conservan en el Krai de Primore (Marítima). El terreno montañoso se encuentra en el espolón sur de las montañas Sijoté-Alín, en el tramo superior del río Komarovka, a unos 50 km al noreste de la ciudad de Vladivostok. La reserva lleva el nombre de Vladímir L. Komarov, uno de los primeros botánicos importantes y uno de los primeros exploradores de la región de Primore. La reserva está situada en el distrito administrativo (raión) de Shkotov en el Krai de Primorie, se estableció formalmente en 1934 y cubre un área de 40 432 hectáreas.

## Topografía
La reserva Ussuri se encuentra en las Montañas Przewalski, que es como se conoce a este espolón sur de la cordillera de Sijoté-Alín. El terreno es montañoso y boscoso; en el este de la reserva se encuentran las cabeceras de los afluentes derechos del río Artemivka. Al oeste y al norte, las estribaciones se aplanan hacia las tierras bajas del lago Janka, que se encuentra a unos 100 km al noroeste de la reserva. La línea principal de SiJoté-Alín corre hacia el noreste. La altitud media es de 400 a 500 metros sobre el nivel del mar. Las cabeceras del río Komarovka fluyen fuera de la reserva hacia el oeste hasta la ciudad de Ussuriisk, el río Artemivka fluye hacia el sur hacia la bahía Ussuri en el mar del Japón.

## Ecorregión y clima
La reserva de Ussuri se encuentra en la ecorregión de bosques latifoliados y mixtos de Ussuri. Esta ecorregión está centrada alrededor del río Ussuri en la cuenca media del río Amur en la ladera oeste de las montañas Sijoté-Alín. Esta ecorregión se caracteriza por especies mixtas de hoja ancha como el fresno de Manchuria (Fraxinus mandschurica) y el olmo de Manchuria (Ulmus laciniata) en las tierras bajas y los bosques de pino coreano (Pinus koraiensis) y de hoja ancha en las elevaciones medias y abetos y piceas hasta los niveles subalpinos.
El clima característico de la reserva es clima continental húmedo, con veranos fríos (clasificación climática de Köppen (Dwb)), con un invierno seco. Este clima se caracteriza por grandes diferencias estacionales de temperatura y un verano cálido (al menos cuatro meses con un promedio de más de 10 °C (50,0 °F), pero ningún mes con un promedio de más de 22 °C (71,6 °F), e inviernos fríos con una precipitación mensual inferior a una décima parte del mes de verano más lluvioso. La precipitación varía según la ubicación, oscilando entre 500 y 1000 mm/año. El verano y el otoño son la temporada de lluvias.

## Flora y fauna

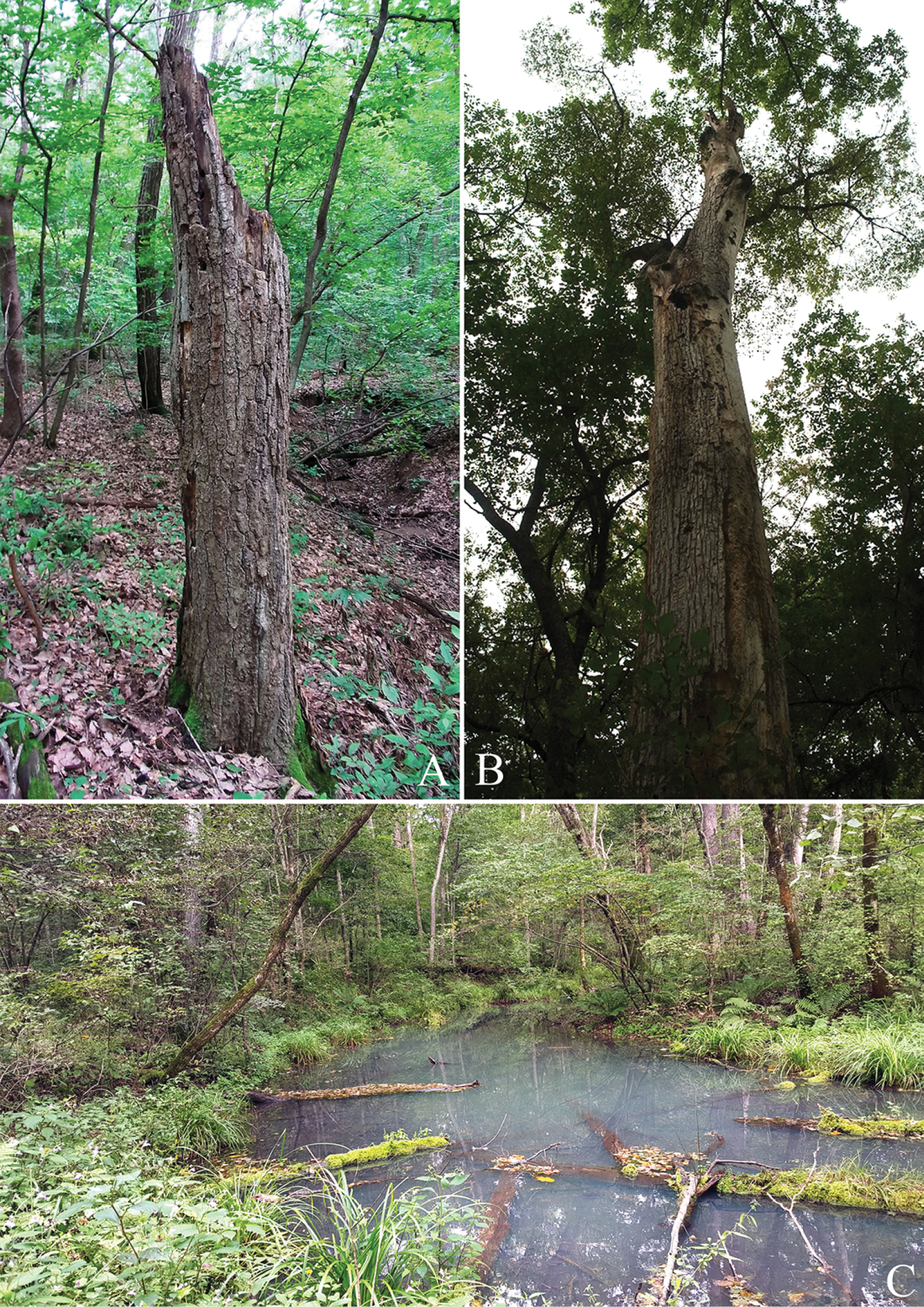
Diferentes especies de árboles que se pueden encontrar en la reserva

Debido a que la reserva se ha construido con el tiempo desde su creación en 1932, algunos de los sectores que forman parte de la reserva han tenido protección a largo plazo, mientras que otros han sufrido la tala comercial. Esto permite a los científicos rastrear los diferentes procesos de recuperación de los ecosistemas forestales. El área protegida central y más antigua tiene unas 16 000 hectáreas, aproximadamente un tercio de la extensión de la reserva. Las principales especies de árboles son especies de cedro de hoja ancha como el fresno de Manchuria (fraxinus mandshurica) y el olmo japonés (zelkova serrata) en las tierras bajas, el pino coreano (pinus koraiensis) y los bosques latifolios en las elevaciones medias.
La fauna que vive en la reserva se destaca por ser casi en su totalidad típica de los ecosistemas de bosque de tierras altas, a diferencia de otras reservas del sur de Sijoté-Alín, como la reserva natural Lazovski al este, que están cerca de la costa y tienen animales característicos de valles y prados de ríos de movimiento lento. No hay alces, armiños o glotones, por ejemplo. Los mamíferos característicos son diferentes especies de ratones, campañoles, ciervos almizcleros y, en general, residentes de las comunidades animales de Manchuria. La reserva opera un centro de rehabilitación para oseznos huérfanos, enseñándoles a vivir en la naturaleza.

## Ecoturismo
Como reserva natural estricta, la reserva Ussuri está en su mayor parte cerrada al público en general, aunque los científicos y aquellos visitantes con fines de «educación ambiental» pueden hacer arreglos con la administración de la reserva para realizar visitas. Hay varias rutas «ecoturísticas» a lo largo de las zonas de amortiguamiento en los límites de la reserva que están abiertas al público, para realizar las visitas se requiere obtener permisos con anticipación y el tamaño y número de los grupos de turistas autorizados es limitado. La oficina principal de la reserva está situada en la ciudad de Ussuriisk.